# Ballongbuskesläktet
Ballongbuskesläktet (Gomphocarpus) är ett släkte i familjen oleanderväxter med cirka 50 arter från tropiska Afrika.

### Webbkällor
- Flora of China - Gomphocarpus